# Berbisdorf (Adelsgeschlecht)

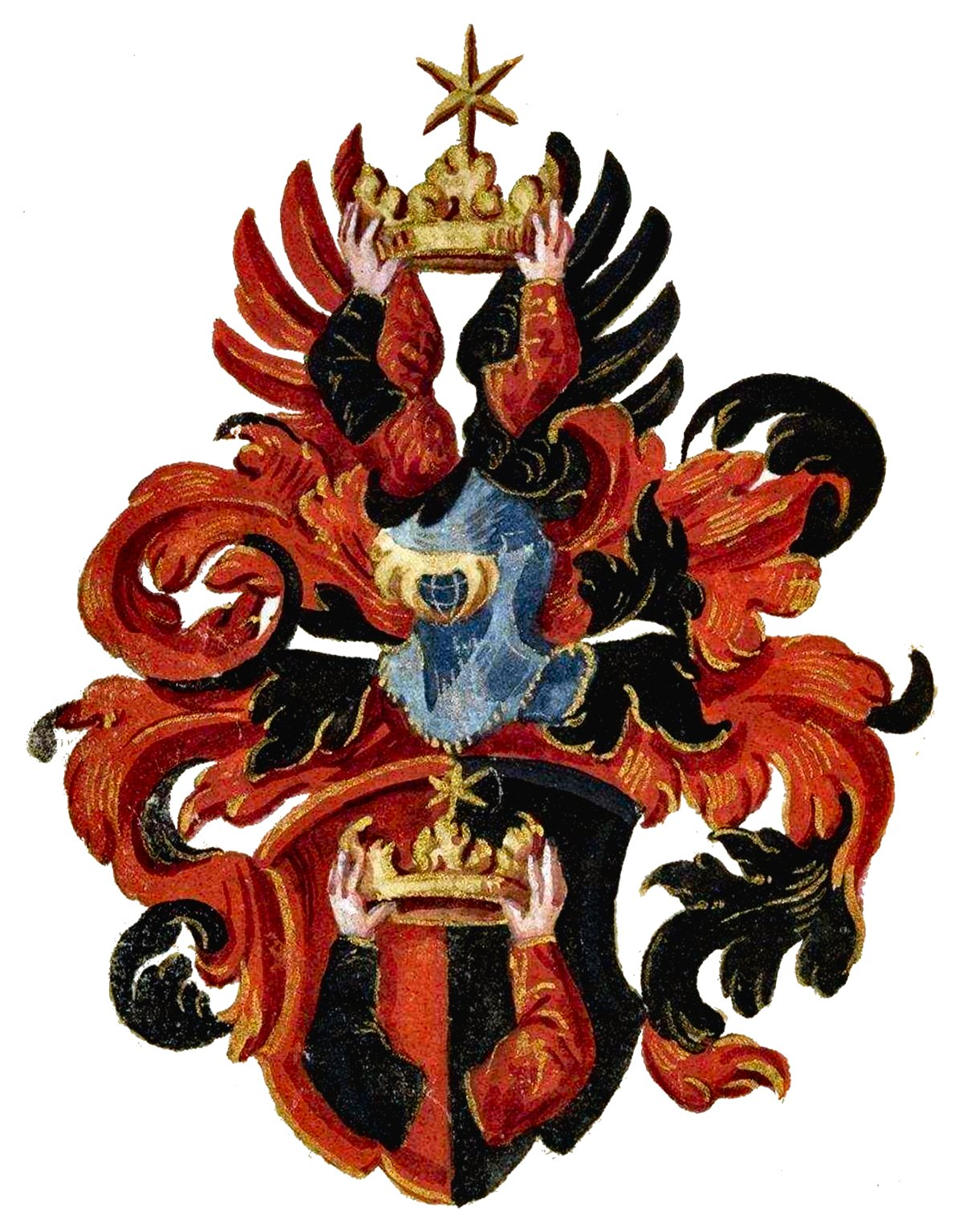
Wappen derer von Berbisdorf

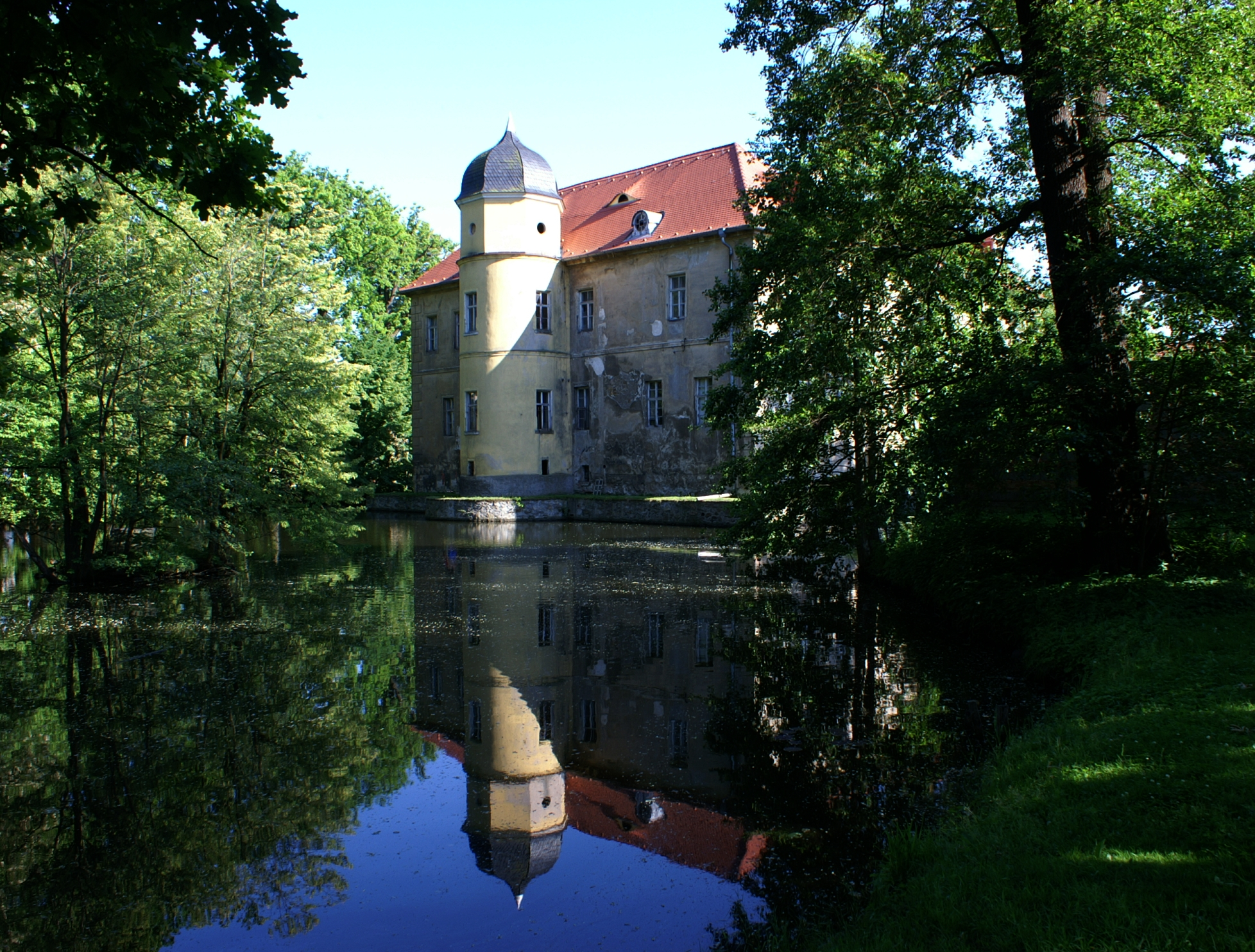
Schloss Berbisdorf bei Radeburg

Berbisdorf ist der Name eines alten Adelsgeschlechts der Markgrafschaft Meißen.

## Herkunft
Die Herkunft des Geschlecht von Berbisdorf liegt im Dunkeln. Der Adelsname „von Berbisdorf“ könnte durch eine namensgebende Ansässigkeit auf Berbisdorf bei Radeburg oder Berbisdorf bei Einsiedel entstanden sein.
Gesichert ist, dass Wilhelm I., Markgraf von Meißen, am 18. September 1402 einen Hof, das Vorwerk und die Hälfte eines Dorfes Berwigistorff als Grundherrschaft an Elisabeth von Berwigistorff und ihren Ehemann Jan von Berwigistorff mit einem Rittersitz zu Lehen gab. Jan von Berwigistorff (auch von Berwigsdorf) könnte ein Sohn eines Seifried von Schönfeld gewesen sein, was der Wappenführung nach aber unwahrscheinlich ist. Zu jener Zeit entstand bei Adelsfamilien die Namensgebung zwar anhand des Ortes der jeweiligen Ansässigkeit, das Wappenbild veränderte sich aber nur nach damals gültigen Regeln.
In der genealogischen Beschreibung des Valentin König aus dem Jahr 1727: Genealogisch-Historische Beschreibung nebst deren Stamm- und Ahnen-Tafeln derer von Berbißdorff, mit einer Abbildung des Wappens, wird der Aufenthalt eines Andre von Berbisdorf um 1340 in Preußen und Livland als Fähnrich im Heer des 22. Groß-Meisters des Deutschen Ordens Winrich von Kniprode genannt. Nach der Teilnahme an der Schlacht vor Kham in Litauen soll er das eindrucksvolle Wappen erhalten haben. König nennt in seiner Einleitung einen Bastian von Berbisdorff als ersten nachweisbaren Namensträger, der mit Berbisdorf bei Radeburg belehnt worden sein soll und dessen Nachkommen sich im Erzgebirge als Bergwerks-Unternehmer in der Umgebung der Stadt Freiberg niedergelassen haben und zu Wohlstand gekommen sind. Dieser Hinweis: „in Livland“ – so weitschweifend und möglicherweise nicht ganz zuverlässig die genealogischen Mitteilungen von Valentin König sind – führt glaubhaft in die Zeit der hochmittelalterlichen Ostsiedlung und Christianisierung der Gebiete an der südlichen Ostsee. Von Interesse in diesem Zusammenhang wäre die Deutung des Wappenbildes der Berbisdorf oder ein gemeinsames oder ähnliches Wappenbild mit einem weiteren Adelsgeschlecht aus diesem Personenkreis. Ein ähnliches Wappenbild mit Krone und Stern zeigt die heutige Stadt Rakvere (deutsch Wesenberg) am Fuß der ehemaligen Ordensburg Burg Wesenberg (Rakvere) im Nordwesten Estlands.

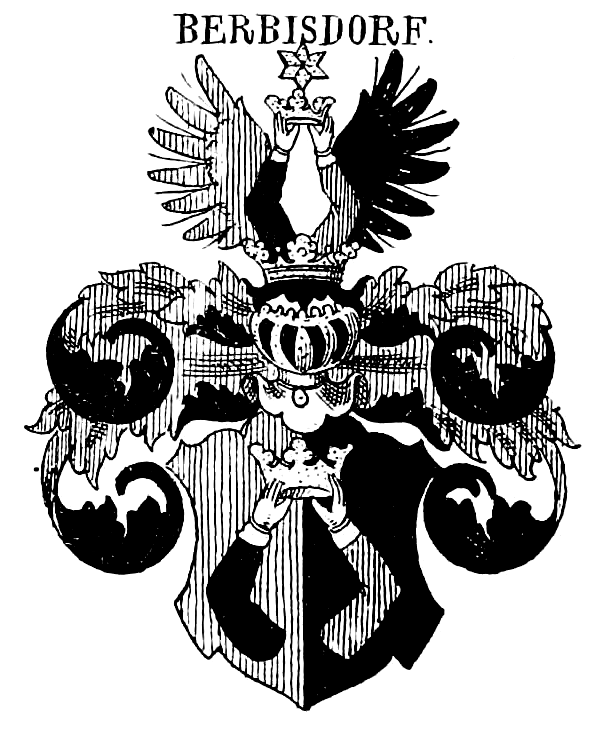
Wappen derer von Berbisdorf in Siebmachers Wappenbüchern

## Wappen
Der Schild des Wappens derer von Berbisdorf ist rot und schwarz gespalten. Auf der Spaltungslinie befindet sich ein goldener Stern, unter demselben eine goldene Krone, die von zwei in verwechselten Farben gekleideten Menschenarmen gehalten wird. Kleinod: Die Schildfigur vor einem offenen, recht roten, links schwarzen Flug. Decken: schwarz-rot.

## Ansässigkeit auf Burg Lauterstein in Sachsen
Am Beginn der gesicherten Stammfolge des Adelsgeschlechts von Berbisdorf stehen die Brüder Bastian von Berbisdorf (* um 1419), Patrizier der Stadt Freiberg und Kaspar von Berbisdorf. Sie waren Berg- und Hüttenherren und vermögende Bergwerks-Unternehmer in Altenberg im mittleren Erzgebirge in Sachsen.
Ihre Nachkommen blieben eng und erfolgreich mit dem Bergbau im Erzgebirge verbunden und waren von 1434 bis 1558 Eigentümer der Burg Lauterstein bei Zöblitz und hatten bis zum Jahr 1621 einen Familienast im Herrenstand in Böhmen und Ungarn. Zu der Stammfolge des Adelsgeschlechts von Berbisdorf sind Mitteilungen erhalten und lassen die über siebenhundert Jahre reichende Familiengeschichte erkennbar werden.
Kaspar von Berbisdorf kaufte im Jahr 1434 von den Burggrafen Otto von Leisnig und Albrecht von Altenburg für 4000 Gulden die Grundherrschaft Lauterstein mit der Burg Lauterstein, die Stadt Zöblitz, das Schloss in Forchheim, das dazugehörige Vorwerk in Lippersdorf, die Vorwerke in Geiselroda und Neudeck, Nutzungsrechte im Bergbau und Geleitzölle (Mautgebühren) an der Straße, die durch ihr Herrschaftsgebiet über das Erzgebirge nach Komotau und Prag in Böhmen führte.
Johann von Berbisdorf und sein Bruder Christoph von Berbisdorf der Ältere zu Ober- und Niederforchheim, welcher vor 1535 Barbara von Schleinitz aus dem Hause Ragwitz geheiratet hatte, waren in den Jahren 1523 bis 1542 im Besitz von Wegfahrt, westlich von Freiberg.
Das Ehepaar Christoph von Berbisdorff und Barbara von Schleinitz hatte den Sohn Johann (Hans) von Berbisdorf, welcher am 14. August 1582 während eines Reichstags in Augsburg verstarb. Er wurde im Kreuzgang der Augsburger Sankt-Anna-Kirche zu Grabe gelegt. Sein Epitaph mit dem Wappenbild der Berbisdorf hat sich im Nordflügel der Kirche erhalten. Hans von Berbisdorff, auf Forchheim und Wilberg ansässig, war Absolvent der Fürstenschule Afra in Meißen, Student an den Universitäten Leipzig (1551), Bologna (1559) und Padua (1559); in den Jahren 1567 kurfürstlich sächsischer Beisitzer am Reichskammergericht in Speyer und 1574 kurfürstlich sächsischer Hofrat. Er heiratete im Jahr 1581 Katharina von Mergenthal, eine Tochter des Ehepaares Wolf von Mergenthal zu Hirschfeld, südöstlich von Nossen und der Anna Marschall von Bieberstein.
Das Ehepaar hatte zwei Söhne:
- Christoph von Berbisdorf der Jüngere (* 16. Mai 1581 in Dresden; † 6. August 1655 Oberforchheim), ansässig auf Ober- und Niederforchheim, war drei Jahre Kammerjunker des Pfalzgrafen Georg bei Rhein. In seinem Testament bedachte er die Kirche in Forchheim, die Grablege seiner Familie, mit 1000 Gulden. Eine Inschrift in der Kirche von Forchheim erinnert an ihn und seine Ehefrau Sibylla von Einsiedel, welche er in Gnadstein im Jahr 1607 geheiratet hatte. Sie war eine Tochter des Hildebrand von Einsiedel († 1647), ansässig zu Gnadstein und Wolftitz, kurfürstlich sächsischer Landrat und Obersteuereinnehmer und seiner Ehefrau Sibylla von Kanne aus dem Hause Klöden, Enkelin des Hildebrand von Einsiedel auf Gnadstein, Wolfritz und Priesnitz, kurfürstlich sächsischer Landrat und Obersteuereinnehmer und seiner Ehefrau Sybilla von Ende aus dem Hause Kayna.
- Johann von Berbisdorf, im Jahr 1599 Student an der Universität in Jena.

Hans von Berbisdorf und Christoph von Berbisdorf auf Burg Lauterstein, Bergherren und Eigentümer des Rittergutes Olbernhau, und Sebastian von Weitmühl zu Komotau († 1549) aus dem alten böhmischen Adelsgeschlecht der Krabice z Veitmile, Förderer des Bergbaus im Komotauer Bezirk, Berater des böhmischen Königs und späteren Kaisers Ferdinand I., waren Begründer einer Bergwerksgesellschaft im mittleren Erzgebirge.
Kaspar von Berbisdorf verkaufte am 29. September 1558 an den Kurfürsten August von Sachsen – von diesem gezwungen – für die Summe von 197.784 Gulden die Burg Lauterstein und einen Teil der für Bergbau und Forstnutzung wichtigen umgebenden Grundherrschaft mit der Hälfte des Kriegswalds, Zöblitz, Rübenau, Einsiedel in Sachsen und Kallich in Böhmen. Auf Lauterstein entstand eine kurfürstliche Aufsichts- und Verwaltungsbehörde. Der Grundbesitz gelangte an das Haus Wettin.
Im Besitz der Herren von Berbisdorf verblieben nach dem Verkauf der Burg Lauterstein und eines Teiles ihres Großgrundbesitzes im Jahr 1559 die östlich des Flusses Flöha gelegenen Besitzungen Schloss Forchheim, Rittergut Lippersdorf, Nieder-, Mittel- und Obersaida, Görsdorf, Oberhaselbach und Wernsdorf. Im Jahr 1559 zogen Mitglieder des Geschlechts von Berbisdorf nach dem Schloss in Forchheim und der Architekt George Bähr erbaute in ihrem Auftrag die Kirche in Forchheim. In den Logen über dem Kircheneingang hat sich das Wappen der Berbisdorf erhalten. In der „Berbisdorfer Erbteilung“ im Jahr 1576 wurde der Ort Forchheim geteilt. Christoph von Berbisdorf erhielt den Bereich im Norden des Dorfbachs und sein Bruder Haubold von Berbisdorf den südlichen Teil.
Anna Magdalena von Berbisdorf (* 4. Januar 1619 in Oberforchheim; † in Freiberg am 9. Februar 1637 an den Blattern) wurde in der Nikolaikirche in Freiberg zu Grabe gelegt. Ihr Epitaph hat sich erhalten, Sie heiratete am 22. November 1625 in Forchheim (Kirchenbücher Forchheim und Auerswalde) Caspar Rudolf von Schönberg (1600–1651), welcher im Jahr 1622 mit Auerswalde belehnt wurde.
Georg Wilhelm von Berbisdorf (* 1518; † 20. Juni 1596), ein Sohn des Georg von Berbisdorf auf Lauterstein, ging in jungen Jahren zu den Soldaten, wählte das Kriegshandwerk zu seinem Beruf und hinterließ eine Schilderung seiner Erlebnisse. Auf den Kriegsschauplätzen der damaligen Zeit erreichte er im Verlauf seines Lebens den Rang eines Feldmarschall im Dienste von Frankreich und Sachsen. Mit seinem Waffengefährten Kaspar von Schönfeld stand er sein Leben lang in Verbindung und liegt in der Kirche des Rittergutes Schweikersheim bei Rochlitz, seinem Altersruhesitz, begraben.

## Namensträger im 17. und 18. Jahrhundert
Im 17. und 18. Jahrhundert sind Namensträger der weit verzweigten von Berbisdorf unter den sächsischen und dänisch-norwegischen Offizieren und Eigentümer von Gütern in Sachsen.
Das Rittergut Lippersdorf bei Lauterstein im Erzgebirge war 233 Jahre (1434–1767) im Besitz der Berbisdorf. Das Epitaph des Caspar von Berbisdorf († 1613), kurfürstlich sächsischer Hauptmann der Ämter Lauterstein und Wolkenstein, hat sich in der Kirche von Lippersdorf erhalten. Im Dreißigjährigen Krieg (1618–1648) wurden Schloss, Rittergut und Ort Lippersdorf fast ganz verwüstet und niedergebrannt und die Überlebenden erholten sich nur allmählich von den Grausamkeiten des Krieges. Im Jahr 1673 ließ Christoph von Berbisdorf die Kirche wieder aufmauern, um den Verfall zu stoppen. Georg Heinrich von Berbisdorf ließ ein neues Herrenhaus errichten und starb im Jahr 1767 ohne leibliche Erben.
Sigmund von Berbisdorf (* 1560; † Zeitz 1616) Oberhofmarschall, Kammer- und Bergrat.
Im Jahr 1598 kaufte August von Berbisdorf das Gut Zölsdorf bei Altenberg in Sachsen.
Im Jahr 1607 erhalten der Landjägermeister Sebastian von Berbisdorf, Georg von Berbisdorf und Hans Caspar von Berbisdorf von dem sächsischen Kurfürsten Christian II. das Rittergut Mahlis im Döllnitztal zu Lehen.
Caspar von Berbisdorf, Bergwerks-Oberaufseher, wurde 1608 von dem sächsischen Kurfürsten Christian II. mit dem Gut Kühnheide belehnt und erhielt die Bewilligung, ein Eisenwerk, Kirchen und Schulen in Rübenau zu errichten. Im Jahr 1610 wurde die von ihm errichtete Kirche in Rübenau eingeweiht.
Im Jahr 1743 kaufte eine Familie von Berbisdorf die verfallende Burg Crimmitschau, heute Burg Schweinsburg genannt, und ließ sie zu einem Schloss im Stil des Barock umbauen.
Im Jahr 1659 verkaufte Heinrich Samuel von Berbisdorf, im Dienst des Friedrich Wilhelm, Herzog von Sachsen-Altenburg, das Gut Pichau, welches ihm von seiner Großmutter Veronika von Berbisdorf, geborene Loß, zugekommen war, an Heinrich von Taube, Sekretär des sächsischen Kurfürsten Georg II.
Schloss Kannawurf und Gut Protzig wurden in den Jahren 1769 bis 1839 von einer Familie Berbisdorf verwaltet oder waren ihr Eigentum.

## Ansässigkeit in den USA
Georg Friedrich von Berbisdorf war im Jahr 1714 Soldat der Ostindischen Kompanie in Cochin mit mehreren Aufenthalten in Tranquabar und im Jahr 1721 in Berlin im Schuldienst. Er ist mit großer Wahrscheinlichkeit identisch mit Georg Friedrich von Berbisdorf in der Schiffsliste Palatine Ship Albany from Rotterdam unter Captain Lazarus Oxmann, List A und B vom 4. September 1728.

## Ansässigkeit in Böhmen und Ungarn
Im Jahr 1571 erhielten die Brüder Georg Wilhelm von Berbisdorf und Christoph von Berbisdorf das Ansässigkeitsrecht als Standesherren in Böhmen.
Georg Wilhelm von Berbisdorf, auf Hrussow bei Skykov im Königreich Ungarn. Die Burg Hrussow mit zwei Vorburgen lag im Verteidigungsbereich der christlichen-habsburgischen Armeen gegen die Angriffe der osmanisch-türkischen Heere und ihrer Hilfsvölker im 16. und 17. Jahrhundert. Georg Wilhelm von Berbisdorf war verheiratet mit Esther Benidek von Wewerzy, verwitwete Bilsky von Karzissow, Tochter des Mathias Greinar von Wewerzy und  Mysletin. Im Jahr 1615 (Landtafelinstrumentenbuch) war er im böhmischen Herrenstand.
Anton von Berbisdorf, ein Bruder des Georg Wilhelm von Berbisdorf auf Hrussow, war verheiratet mit Eugenie von Ronow (Hronovice, Krineczky von Ronow) aus dem Dynastengeschlecht der Ronovice mit dem geschrägten Baumäste-Wappen. Das Ehepaar hatte die Tochter Esther von Berbisdorf, die zweite Ehefrau des Brycius von Stampach  auf Kneschitz im Saazer Kreis.
Ehrenfried von Berbisdorf, der sechste Sohn des Georg von Berbisdorff († auf Gut Langenau bei Hohenelbe in Ostböhmen), verehelicht mit Magdalena von Trütschler, war königlich böhmischer Forstmeister in Pardubitz in Ostböhmen, ansässig auf Zumberg, 1621 Generalproviantmeister der königlich böhmischen evangelischen Stände, die im Jahr 1609 von Kaiser Rudolf II. von Habsburg (1551–1612) in einem Majestätsbrief das Recht auf freie Religionsausübung, den Bau von Kirchen und Schulen zugesichert bekommen hatten. Als Rudolf II. von seinem Bruder Kaiser Matthias von Habsburg (1557–1619), welcher den Katholizismus förderte, zur Abdankung gezwungen worden war, begann der Konflikt zwischen den evangelisch-reformierten Standesherren in Böhmen und den römisch-katholischen Angehörigen des Herrenstandes zu eskalieren. Dies führte nach einer Protestversammlung im Carolinum der Karls-Universität Prag, an welcher Ehrenfried von Berbisdorf teilgenommen hat, zu einem nachfolgenden Protestmarsch zur Prager Burg und zum Prager Fenstersturz.
Nach der Schlacht am Weißen Berg bei Prag im Jahr 1620 mit dem Sieg der katholischen Liga wurde Ehrenfried von Berbisdorf in Abwesenheit geächtet und zum Tode verurteilt, konnte fliehen und hat bei der evangelisch-schwedischen Armee unter General Axel Gustavson von Oxenstierna in Schlesien und Preußen Zuflucht gefunden, wurde deren Obrist und war im Jahre 1633 Generalmajor und Kommandant in Coesfeld in Nordrhein-Westfalen. Ehrenfried von Berbisdorf war in erster Ehe verheiratet mit Hedwig Zaruba von Hustirzan auf Zumberg in Ostböhmen. Sie stammt aus einem böhmischen Uradelsgeschlecht, verstarb im Jahre 1617 und wurde in der alten Bethlehems-Kapelle in Prag zu Grabe gelegt. Er hatte aus dieser Ehe die zwei Töchter Constantia und Margaretha von Berbisdorf. In zweiter Ehe ehelichte er Margarethe von Seydlitz, in dritter Ehe Anna von Billerbeck auf Jagow in der Uckermark und in vierter Ehe Anna von Polentz aus dem Hause Langenau in Preußen.

## Handschriften
- Stammtafel der Adelsfamilie Berbisdorf bis 1787, Genealogische Sammlung Lindner, Bayerische Staatsbibliothek München.
- Adelsfamilien-Genealogie Berbisdorf 16. bis 19. Jahrhundert, Genealogische Sammlung Jakobi’sche Handschrift III, Bayerische Staatsbibliothek München.
- Familienarchiv Brusch, Bruscha, Bruschius, Brusch von Neiberg, Brusch Edle von Bruschen. Vorfahren, Nachkommen und Ehepartner des ehemaligen Patriziergeschlechts in Eger in Westböhmen. Ulm an der Donau, 2009.